# جاك د. أليوت
جاك د. أليوت (بالإنجليزية: Jack D. Elliot)‏ هو دي جيه ومنتج أسطوانات وكاتب أغاني أمريكي، ولد في 1971 في نيو هايد بارك في الولايات المتحدة.

## وصلات خارجية
- الموقع الرسمي